# 火鍋
火鍋、汤锅，粵語稱作打邊爐，是一種以鍋現場加熱湯或水涮煮食物的烹調方式。其特色為即煮即吃，因此進食之時食物仍然熱氣騰騰。典型的火鍋材料包括：肉片、內臟、海鮮、蔬菜、蘑菇、豆腐、肉丸、即食麵、粉絲等，將它們放入煮開的湯底燙熟後食用。有些吃法還會蘸上調味料。

## 簡介
火鍋基本上可以分為三大類別：

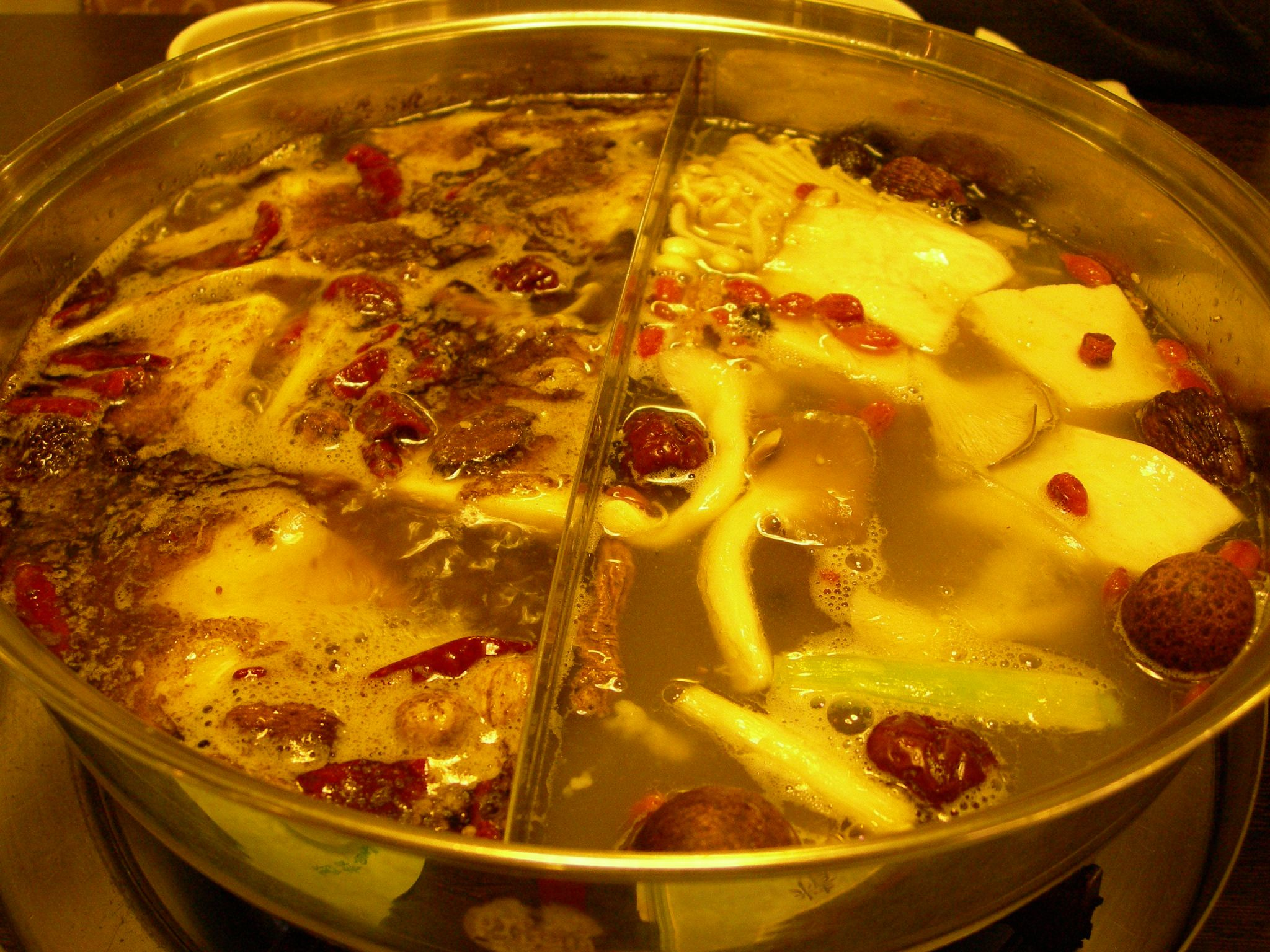
加了料的鍋底

1. 鍋內無料或料不多，而以涮生食材為主，其中又分兩種：第一種湯底清淡，沾料占重要角色，以涮羊肉及打甂爐為代表；第二種湯底濃厚，如麻辣火鍋。
2. 鍋內食材已熟，如魚頭火鍋、羊肉爐等，爐火只是用來保溫及汆燙青菜。
3. 鍋內食材全都先煮熟，連青菜也無需再汆燙，爐火完全是用來保溫的，如燒酒雞、薑母鴨、復興鍋等；這種火鍋也稱為“煲”。

### 燃料及爐具
- 木炭：具有火力強、加熱快和保溫時間長等優點；但是炭灰容易污染空氣，也容易產生一氧化碳。[2]
- 固體燃料：優點是方便與乾淨，不會產生粉塵與炭灰，也容易保管。但是火侯不易控制，而且目前固體燃料的製作沒有規範標準，原料不一，因此燃燒時可能會產生刺鼻氣味甚至有害氣體。[2]
- 煤气：火候容易控制且較方便，但是因為煤氣保管不易，而且是有毒氣體，容易產生一氧化碳，因此比較危險。[3]
- 天然气：在重庆火锅店中最常使用，安全且卫生无烟，但需要通風良好，不然有一氧化碳中毒的危险。在建设店面时需要与现在楼层地面地砖下埋布管道。
- 電磁爐：電力爐具，與其它熱源比較起來更為乾淨[3]、方便、安全，以溫度設定進行控制，但是成本較高，因為以電磁場產生的渦流令金屬產生熱力，因此須要配合不銹鋼鍋具使用。電磁爐可以嵌入桌子之中並藏於枱布之下，看起來比較美觀。
- 電陶爐：電力爐具，外觀與電磁爐相似，但不是以電磁場產生的渦流令金屬鍋具產生熱力，而是利用發熱管令爐面產生高溫，對鍋具種類限制較少，可不使用金屬鍋具，但須注意爐面的高溫。
- 无火焰加热：使用不产生明火的化学物质反应产生热，一般作为方便食品出售。

### 注意事项
- 保持空气流通：火锅的火源是木炭时，在木炭燃烧不完全时会产生一氧化碳，会导致一氧化碳中毒[4]；而即便使用电磁炉或瓦斯炉，不流通的高温、高湿空气也容易导致细菌的滋生与疾病的传染。
- 勿过度饮用火锅的汤汁：火锅的汤汁會大量代謝出尿酸的嘌呤，严重时甚至会引发痛风，对健康是有碍的。所以吃火锅时应该少喝汤，多喝水。[5][6]
- 过于辛辣和肥厚油腻食品的火锅，会使脾胃消化功能失调，由此而诱发痔疮，出现便秘、便血等症狀。辛辣刺激还会出现咽喉肿痛、红斑、瘙痒、接触性皮膚炎，诱发牙龈肿痛和口腔溃疡，及腹胀、腹痛、腹泻等胃肠道症状，此即「火锅综合征」。[7]
- 吃火鍋時多是用筷子夾取用生肉、生海鮮、生菜等邊涮邊吃，所以最好完全煮熟再吃，避免吃進微生物或寄生蟲。此外，夾生食材和盛放生食材的盤子應與夾入口的筷子和盛熟食的碟子分開，不要生熟混用。[8]
- 口腔與食道的黏膜一般只能耐受50℃，而火鍋湯汁的溫度可高達120℃。因此剛燙好的食材最好先冷卻一下後再吃，否則會燙傷口腔或食道。如果太頻繁吃過熱的食物，嚴重者會導致食道癌病變。[8]

## 起源
商周時期有一種炊具－鼎在進行祭祀或慶典時，就要「鐘鳴鼎食」，將牛、羊肉等食材通通都放入鼎中，然後在底部生火把食物煮熟後先置於簋，再行切小分食，是火鍋的雛形。
在秦漢時期，把雞肉、豬肉等放在沸水中稍煮一下，稱為「濯」，馬王堆漢墓遣策上就有「濯雞」及「濯豚」等文字記載。
三國時期曹丕將銅釜分為五格，名為五熟釜，并赐予钟繇。可用不同的湯料涮煮不同的食物，與現在的重慶九宮格火鍋有異曲同工之妙。
到了南北朝时期出現易於熟食的銅爨，是當時居住在重庆、湖南一帶的獠人所使用的一種銅火鍋。
到了唐朝已經有銅製的暖鍋。1984年在內蒙古赤峰市敖漢旗有一幅契丹人在穹廬中圍著火鍋席地而坐的壁畫出土，據專家考證，這幅畫正畫的是遼代初期契丹人吃涮羊肉的情景。
南宋林洪在《山家清供》一書中記載了火锅。它的吃法是先將兔肉切薄片，用料酒、醬油和花椒稍腌，然後将湯燒沸將肉片汆熟，蘸佐料而食。
元朝时火鍋大為興盛，其中的「生爨羊」即是現今涮羊肉的前身。明代官食食書《宋氏養生部》中，也有「生爨羊」、「熟爨牛」等火鍋菜式。
清朝乾隆年間火鍋不僅在民間盛行，连皇帝也喜歡火鍋，而且成了宮廷菜肴。乾隆曾经在乾清宮辦了530桌火鍋席以宴請宗室；嘉慶皇帝登基時曾經舉辦千叟宴，動用銀質、錫質和銅質的火鍋1550個。
目前全中國共有60萬家火鍋店，已經成為中國飲食行業的一大支柱，每年收入逾5000億，可見其普及程度非同小可。

## 各地類型

### 中國

#### 北京

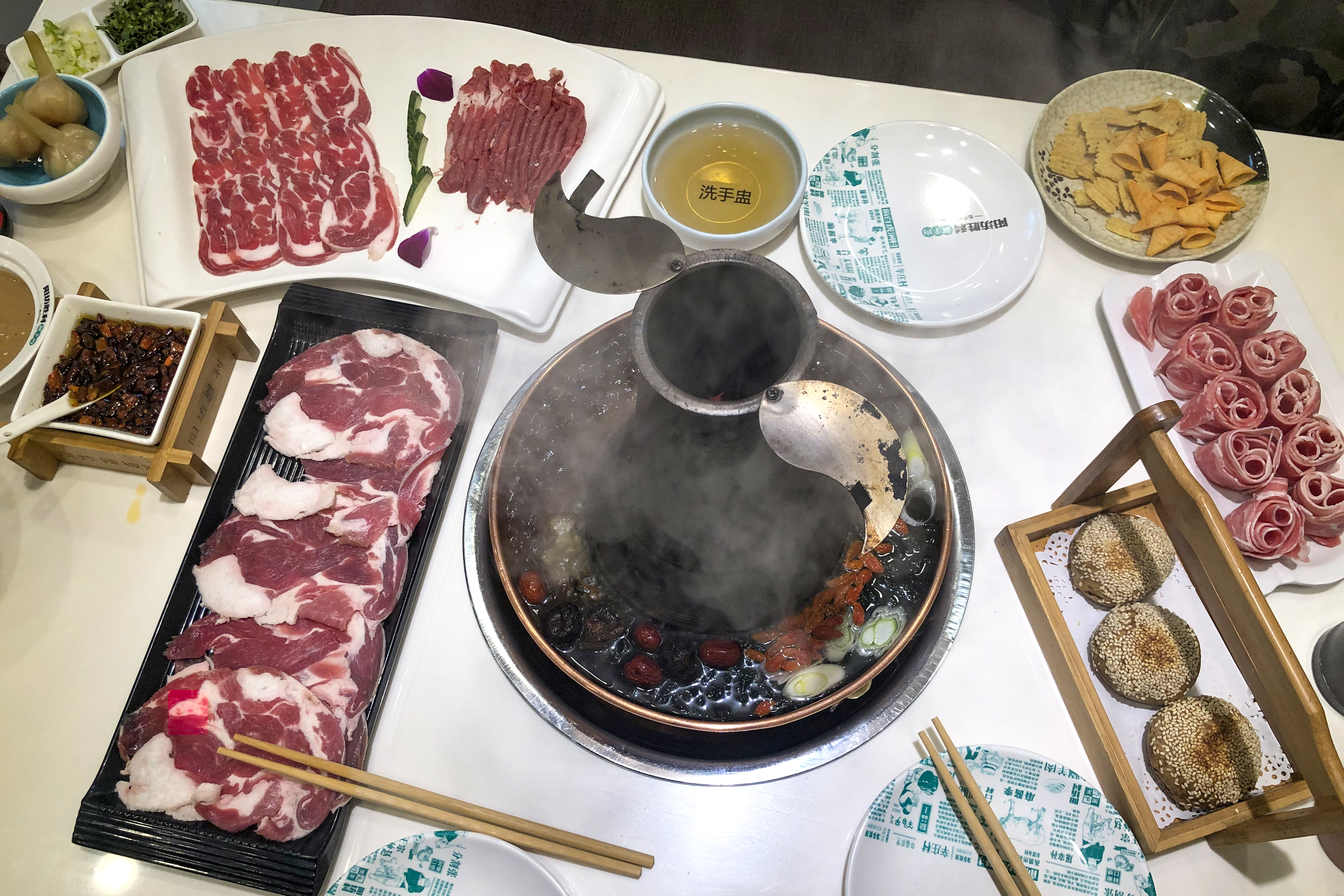
北京涮羊肉，用的是燒炭火的銅鍋

涮羊肉：相傳由蒙古軍隊发明，所以又稱為「蒙古火鍋」。吃法是將羊肉、蔬菜、豆腐等食材用清湯涮熟後，沾芝麻酱等調料食用。由於羊肉片加熱易熟，所以用開水短時間的一涮即可。

#### 东北
殺豬菜：俗稱酸菜白肉鍋，主材料為酸白菜與豬的五花肉，是中國東北地區满族家庭傳統菜餚，主要流行於中國東北，後傳入北京。做法是使用生炭火的銅鍋，將酸白菜與高湯煮成鍋底，白肉下锅涮熟，佐麻油、生抽、蒜泥等食用。

#### 河南
红焖羊肉：属于河南新乡的地方名吃，以事先炒過的羊肉再加入二十餘種食材與藥材料焖煮成鍋底。吃法是先吃锅内羊肉，然后放入其他食材加上剩下的湯汁涮食。在北方其它地区也有红焖狗肉、红焖兔肉、红焖鸽肉等變化。

#### 山西
什锦锅：流行于山西中部、北部地区。使用木炭铜锅，将食材与佐料、高汤放至锅内，煮熟后一边加热一边从中捞取食用，传统上没有涮的吃法（但现今不少店面亦可用剩下的汤汁涮菜品吃）。

#### 陕西
宝鸡油泼辣子火锅

#### 四川

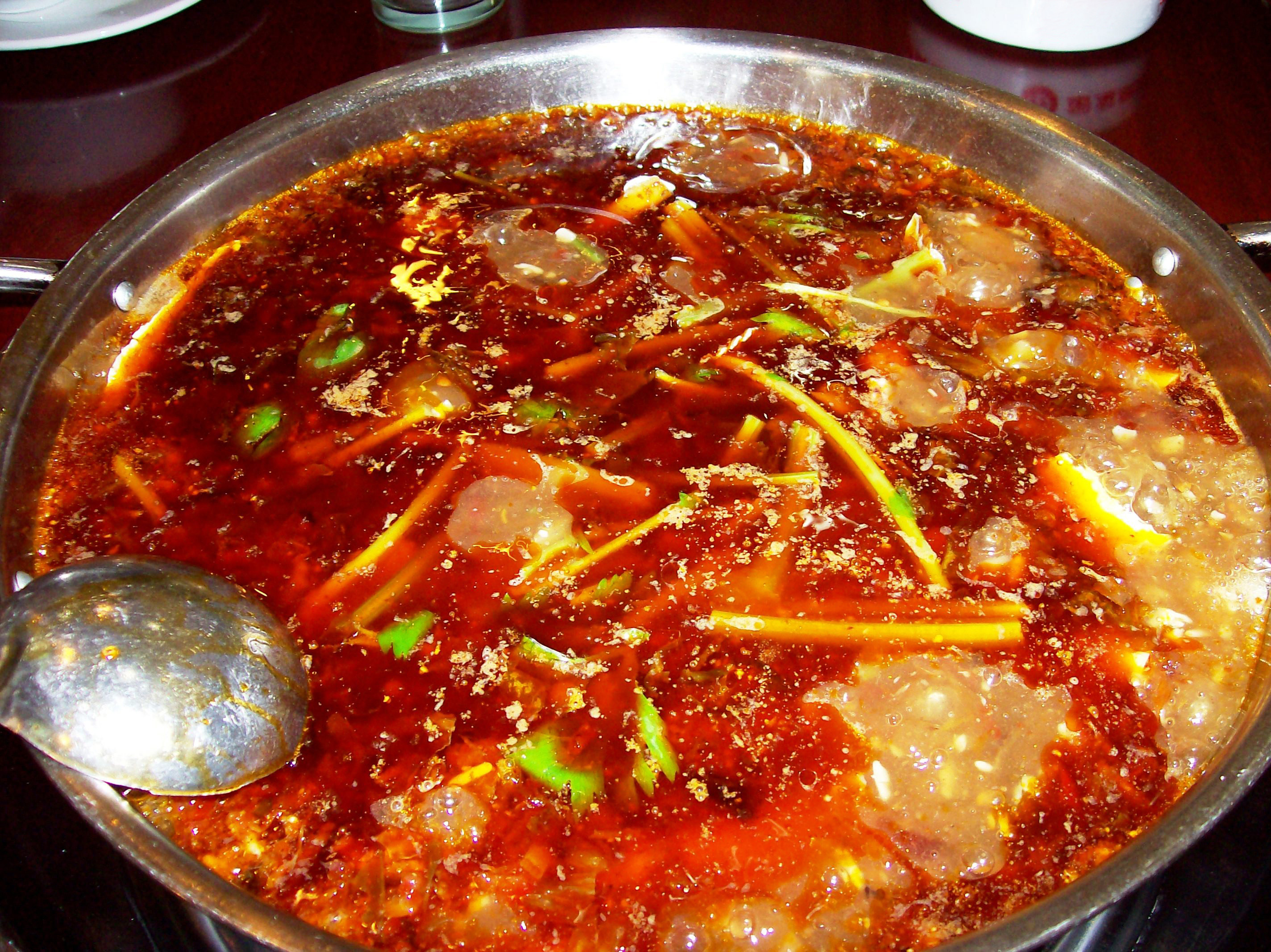
重庆麻辣火锅

麻辣火锅：目前為中國最普遍的火鍋類型。四川麻辣火锅的主要菜品与北方火锅差异非常大，主要以毛肚、黄喉、鸭肠、鸡杂、猪脑、猪腰花、牛羊肉、黄鳝等为主。四川火锅的调味是由香油、蒜泥、香辛料和蠔油等混合调和而成，称为“油碟”，若不加油调和则称为“干碟”，將剛燙熟的食材放進調料碟可收降溫之效，避免燙傷。四川火鍋以麻辣鲜香著称，以牛骨、豬棒骨熬汤為主要原料，辣椒则使用较四川辣椒更辣的贵州朝天椒，屬醬香味。有街頭小食變體九宫格火鍋，起源于重庆江边小贩，为分清食物種類數量以方便结账，用九宫格於鍋中劃出間隔。

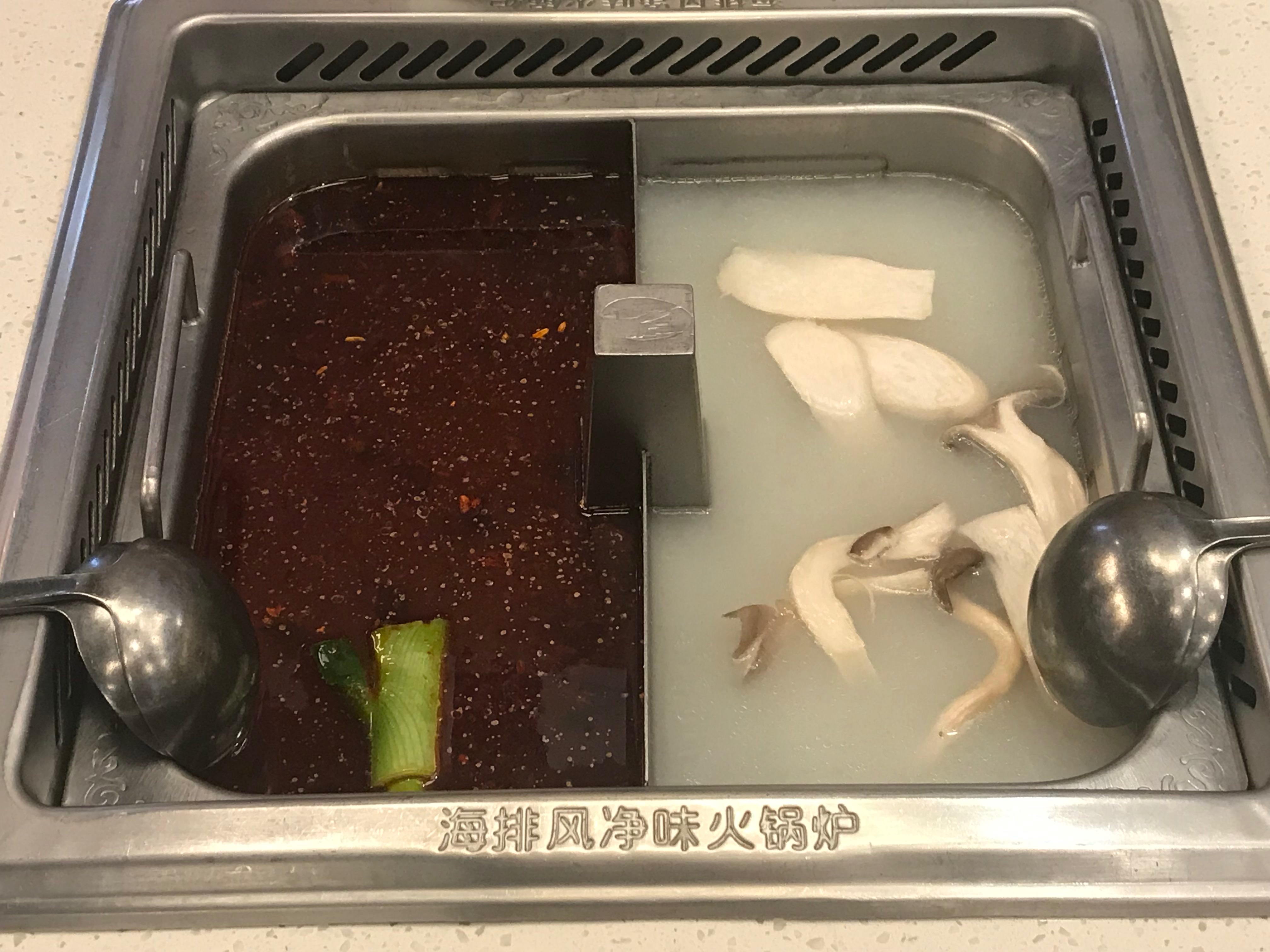
鴛鴦鍋

鴛鴦鍋：起源於重慶，特色是將兩種湯底結合於一鍋，鍋中有一隔板或另置內鍋，將鍋底分為紅湯與白湯、沙嗲與清汤，可以同時滿足吃辣與不吃辣的人。因最早发明的店家使用的中间隔板上有鸳鸯图案而得名。

#### 廣東
港式火鍋：其鍋底以配料眾多為特色，常見者有雞湯、海鮮湯及沙嗲湯，部份食肆更會選用廣東老火湯，兩湯同吃稱為鴛鴦鍋；燙熟食物後沾醬料食用。熱門配料有牛肉、鯇魚片、鱔片、象拔蚌、生蠔、魚滑、蝦滑、三文魚，鵝肝、各類肉丸、香腸、炸豆腐、響鈴卷、各種蔬菜菌類、餃子麵食等。
醉雞鍋：把半隻至一隻的生雞連同花雕酒以及黨參、當歸、北芪、枸杞等中藥材作為鍋底，流行於香港及廣東各地。

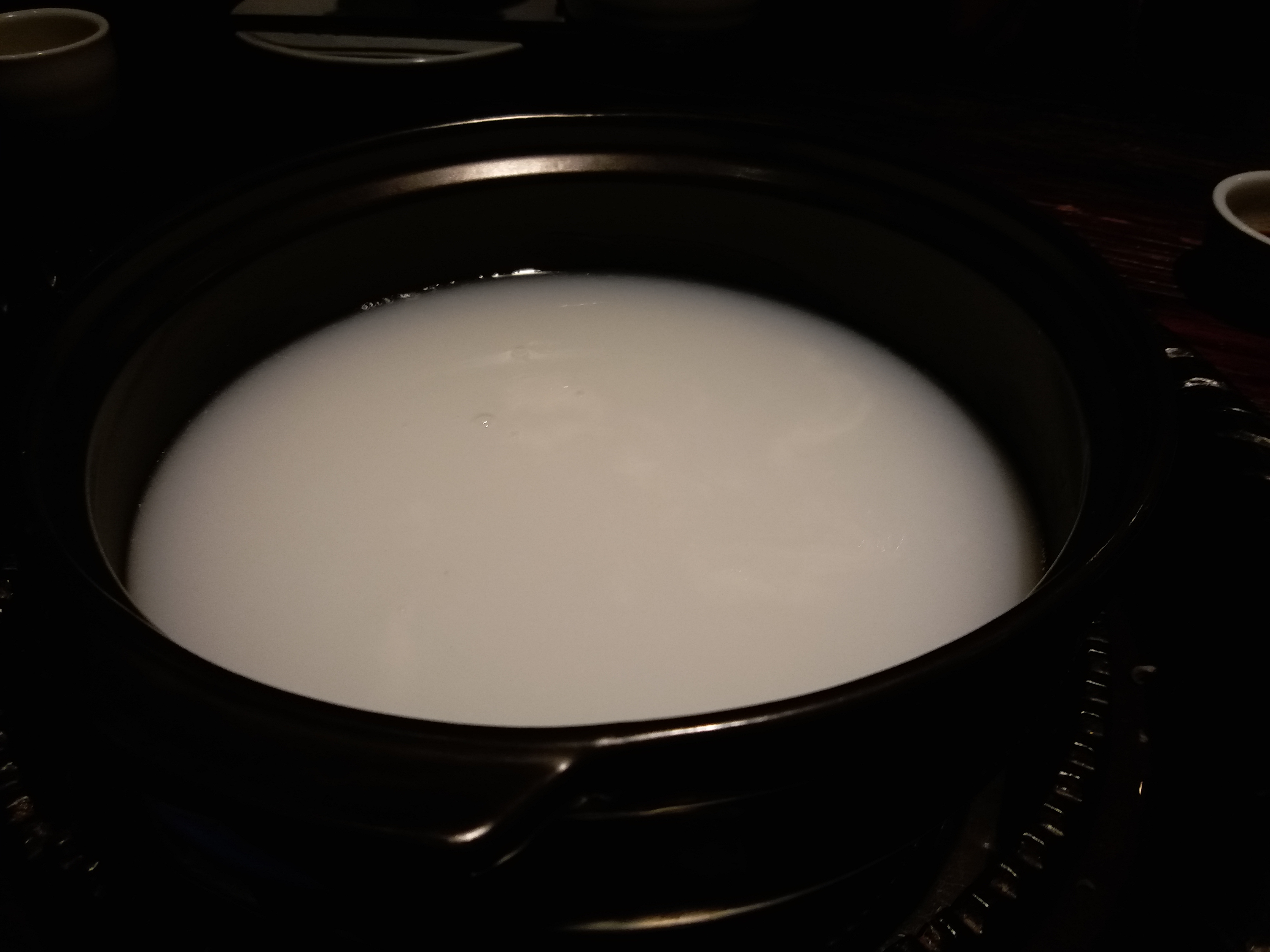
粥底火鍋

粥底火鍋：用大米熬成的粥來做火鍋湯底，起源於廣東順德，普遍以白粥為湯底，但也有食肆會選用有味粥為湯底。一般粥底鍋會選用各式材料。香港食肆提供的粥底火鍋，只會供鮮牛、鮮雞肉及內臟等食材，而不會供應肥牛肉、海鮮等。
豬骨煲：流行於澳門，實際由廣東順德原創再傳入澳門等地。流傳到深圳和香港後有不同的變化。深圳的豬骨煲發展為湯類煲仔小菜，以吃豬骨邊肉、吸食骨髓為主；香港的豬骨煲較接近日式的豬骨濃湯，豬骨被烹調成呈乳白色的火鍋湯底。豬骨煲的作法是用豬大骨與其它材料一起熬煮，再加上白胡椒和粗鹽調味而成奶白色的火鍋鍋底。
雞煲：由重慶雞煲演變而成，已煮熟的辣雞以瓦煲盛載，吃完才加入豬骨湯底打甂爐，食材包括肥牛、肉丸、餃子等。

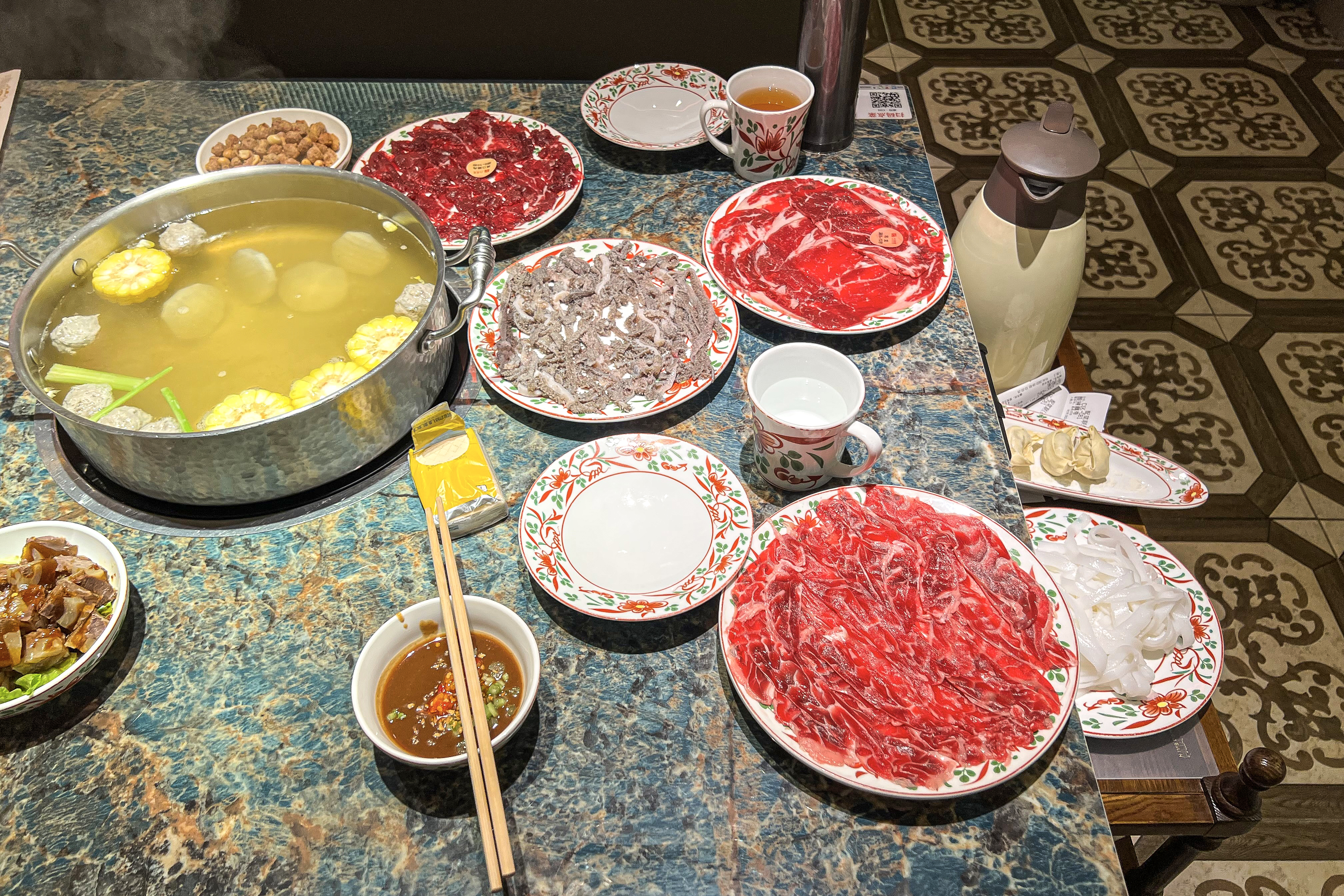
潮汕牛肉火鍋

潮汕牛肉火锅：食用方法与北京涮羊肉类似。以牛骨、南姜等材料熬制的清汤作为汤底，忌辣忌濃味，将新鲜牛肉切成薄片，按照牛肉部位不同，汆烫的时间也有所不同，通常以沙茶酱作为蘸料，正宗的潮汕牛肉火锅全程湯汁是在不沸騰的情況下涮煮食材，湯汁溫度低於100 °C（212 °F）。
魚頭鍋：源於沙鍋魚頭，以事先煎過的鰱魚頭或草魚頭再加入高湯與材料煮成鍋底。

#### 雲南

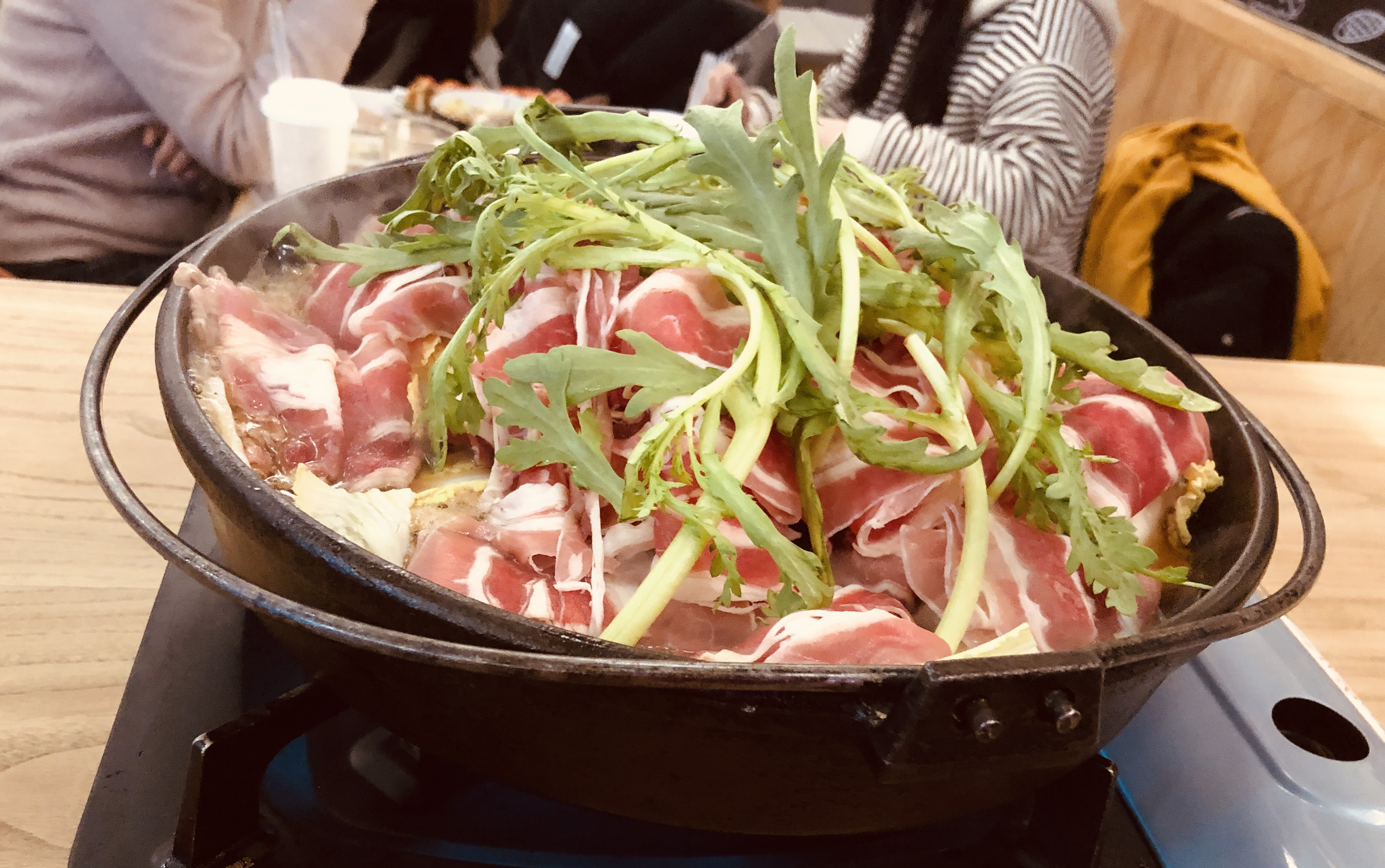
菌子鍋

菌子鍋：以各種可食用的菌菇類熬煮成鍋底或汆燙後食用。

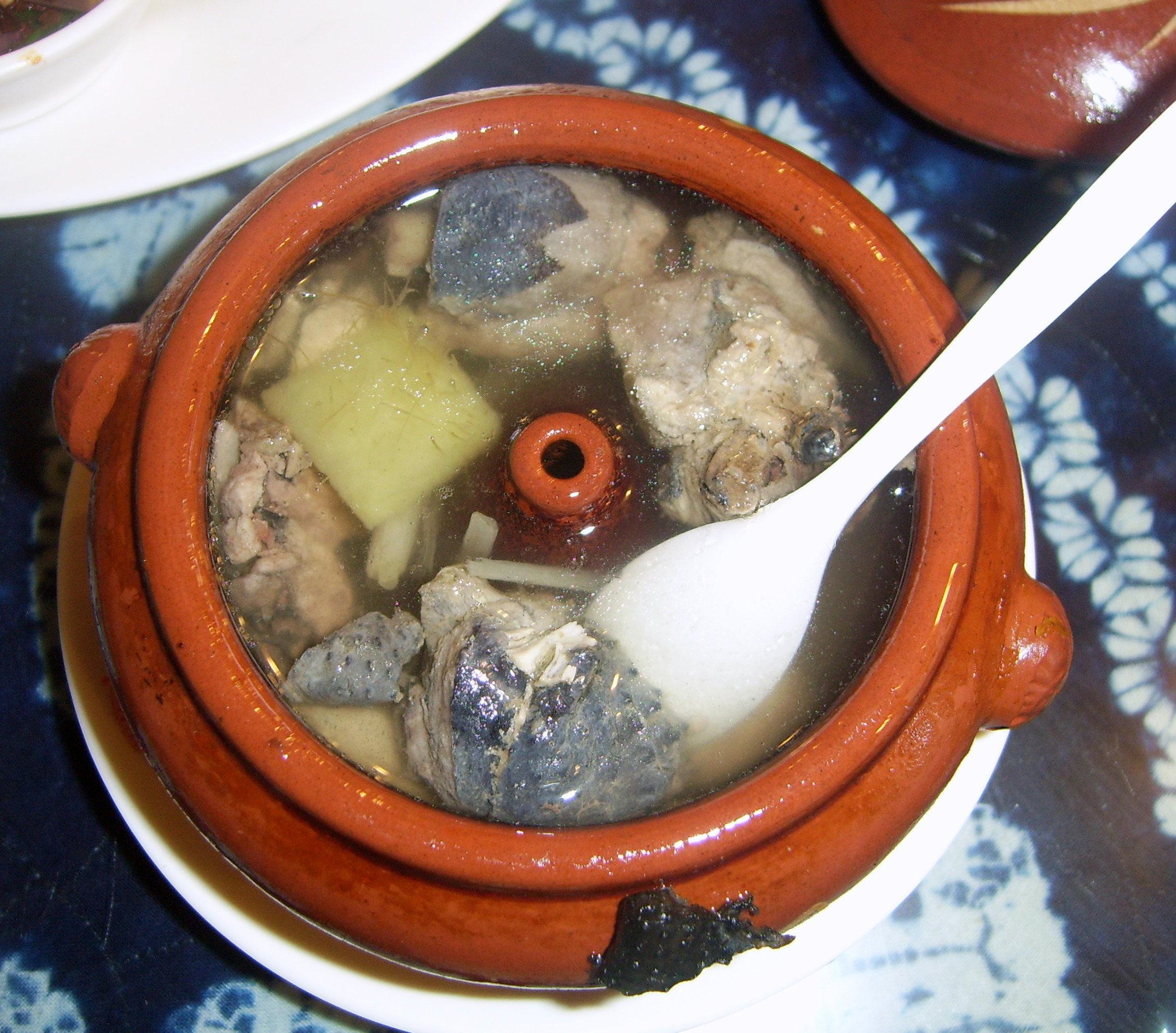
汽锅鸡

汽锅鸡：滇菜特色名菜，因该菜品用汽锅蒸制而得名，其主要食材是鸡肉，主要烹饪工艺是蒸，有补虚养身、补血、健脾开胃的功效。
天麻火腿雞：起源於昭通，屬藥膳火鍋的一種。以雞肉與宣威火腿為主要食材，配以昭通天麻、三七、田七、大枣、枸杞等中藥材烹煮成。

#### 贵州
- 酸汤鱼火锅 锅底采用西红柿和酸萝卜调出酸味，将鲤鱼或者鲶鱼煮熟后调其他食材。蘸料常用胡辣椒。
- 花江狗肉火锅
源于贵州省关岭县花江镇，选用当地良种狗，以黄狗为上品，黑狗次之。加工时，将肥壮带皮狗肉刮洗烧制干净，以文火清炖，将肉炖至熟而不烂，香而不膻、油而不腻、嫩软可嚼又抿牙耐品即可，配料选用黔中十多种特产药料香料煎制，色香味俱佳。[21]
- 牛瘪火锅
贵州黔东南州的一种火锅料理，以牛胃与小肠中未完全消化的草料为食材。[22]

#### 湖南
臘味火鍋：將臘味過水過油後，加入料酒、大蒜、薑片等一起煸炒，再放入辣油鍋中煮成為鍋底。
湘西狗肉火锅：湘西狗肉火锅的吃法是將狗肉及中藥材一起燉煮成鍋底。

#### 海南
椰子鸡

### 日本

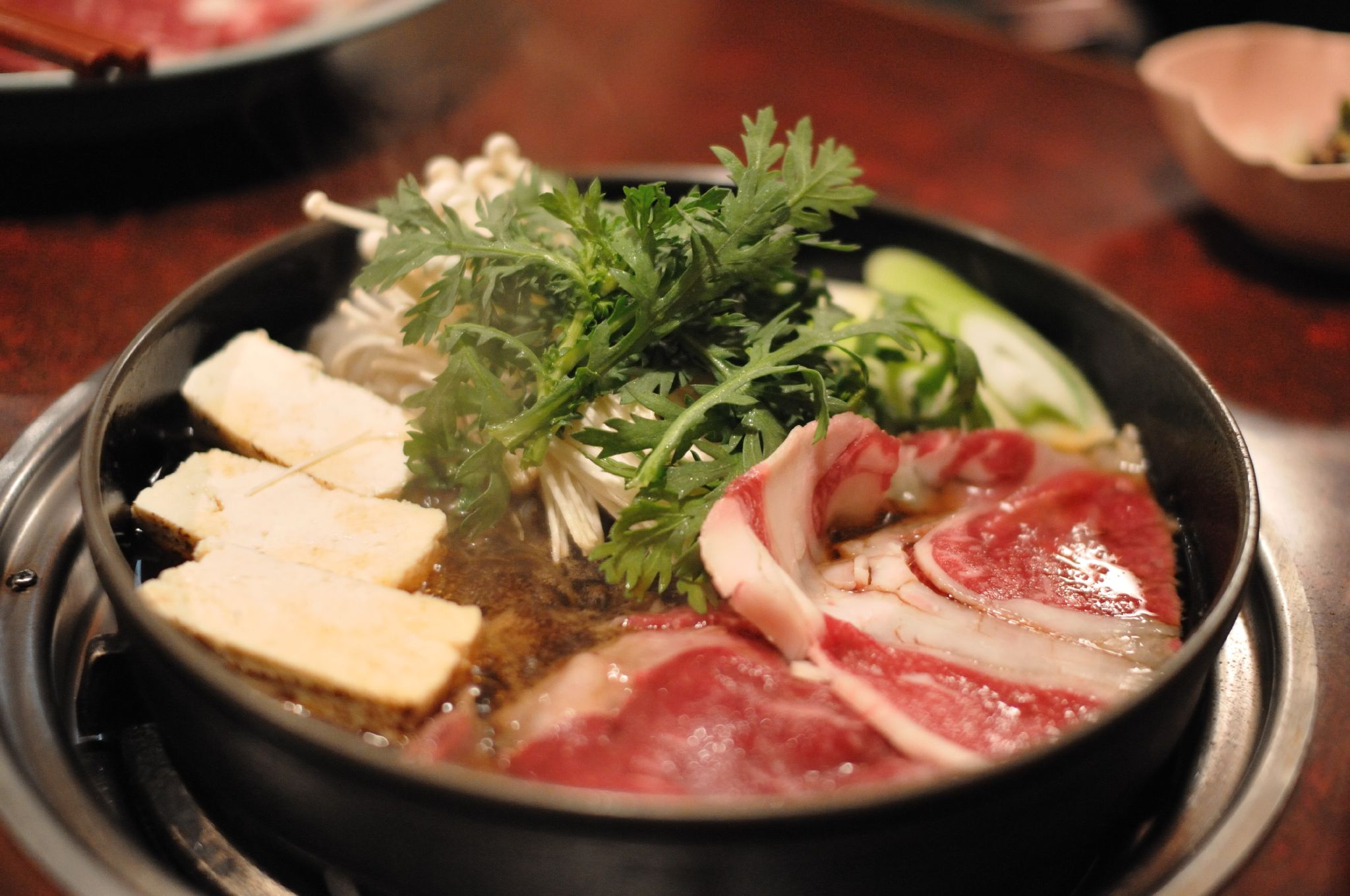
壽喜燒

壽喜燒：以醬油、糖與味醂等煮成湯汁，再將牛肉與蔬菜放入煮熟，然後佐以生雞蛋、醬油和糖做成的蘸料食用。與一般火鍋不同的是湯極少且鹹，純為將食物燉煮入味之用，故不飲用。
相撲火鍋：又稱「力士火鍋」，將牛肉、魚肉、雞肉、豆製品、蔬菜、菇類等放在一個大鍋內燉煮，為相撲選手經常吃的一種高營養與大份量的餐食。
涮涮鍋：以昆布高湯等為湯底，依個人喜好汆燙各種肉類與蔬菜食用。
飛鳥鍋：日本飛鳥時代由中國唐朝僧侶傳入，以牛乳作湯底。
關東煮：將雞蛋、蘿蔔、蒟蒻、竹輪、海鮮加工品等食材放入昆布或鰹魚熬製的高湯裡燉煮。
土手鍋：以牡蠣為主要材料，在陶製鍋子邊緣塗上厚厚一層味噌，放入牡蠣、蔬菜、豆腐燉煮入味後食用，為廣島地區的地方特色料理。在燉煮過程中可依個人喜好將鍋緣的味噌融入湯底中以調整濃淡。
石狩鍋：以鮭魚為主要材料，以味噌為湯底，加入洋蔥、高麗菜、白蘿蔔、豆腐、菇類，為北海道地方料理。因舊時北海道石狩川為著名鮭魚捕獲地而得名。
切蒲英鍋：為秋田縣的鄉土料理。將煮熟的米飯包在杉木棒上烘烤，再將烤好的切蒲英加入土雞熬成的高湯，以及牛蒡、雞肉、舞茸等食材而成。
黑暗火鍋：參與者在其他人看不見也不知情的情況下各自將材料放入鍋中，煮好後在漆黑中每個人夾到什麼就吃什麼。是一種親友或團體之間的火鍋遊戲。

### 臺灣

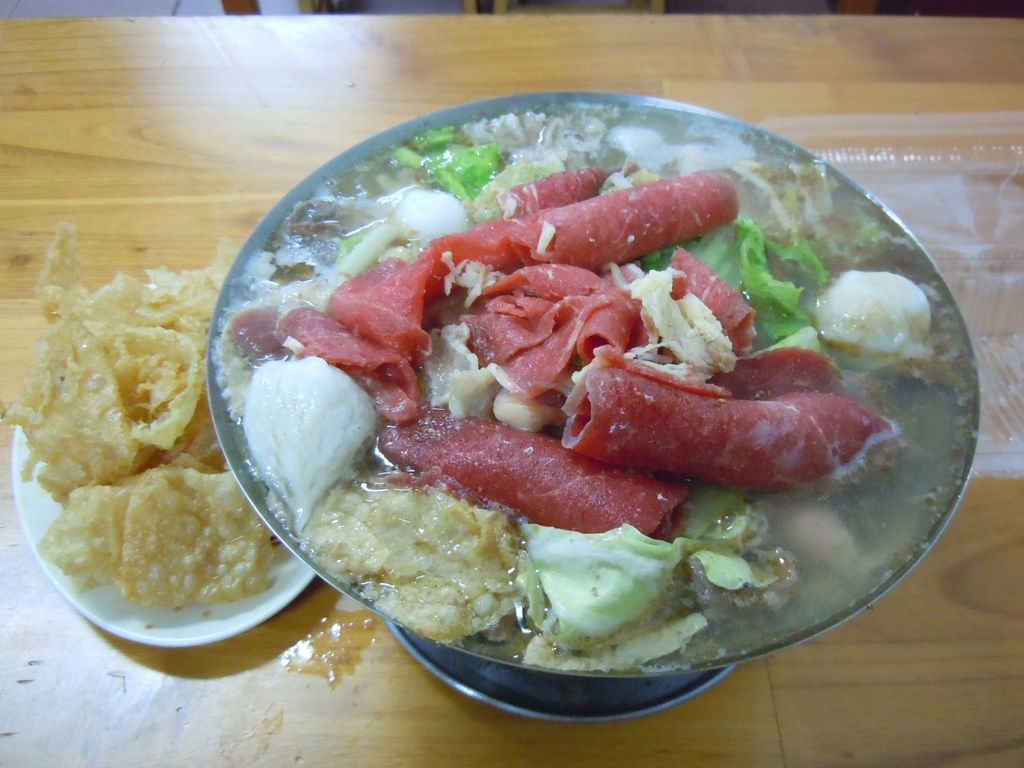
台式迷你沙茶牛肉火鍋

台式涮涮鍋：源自日本，在臺灣經過修改，成為台灣最普遍的小型火鍋種類。特色為每人使用一個小鍋，生食材放進鍋裡燙至剛熟就撈起來吃。
火烤兩吃火鍋：火鍋加上烤肉兩種吃法。

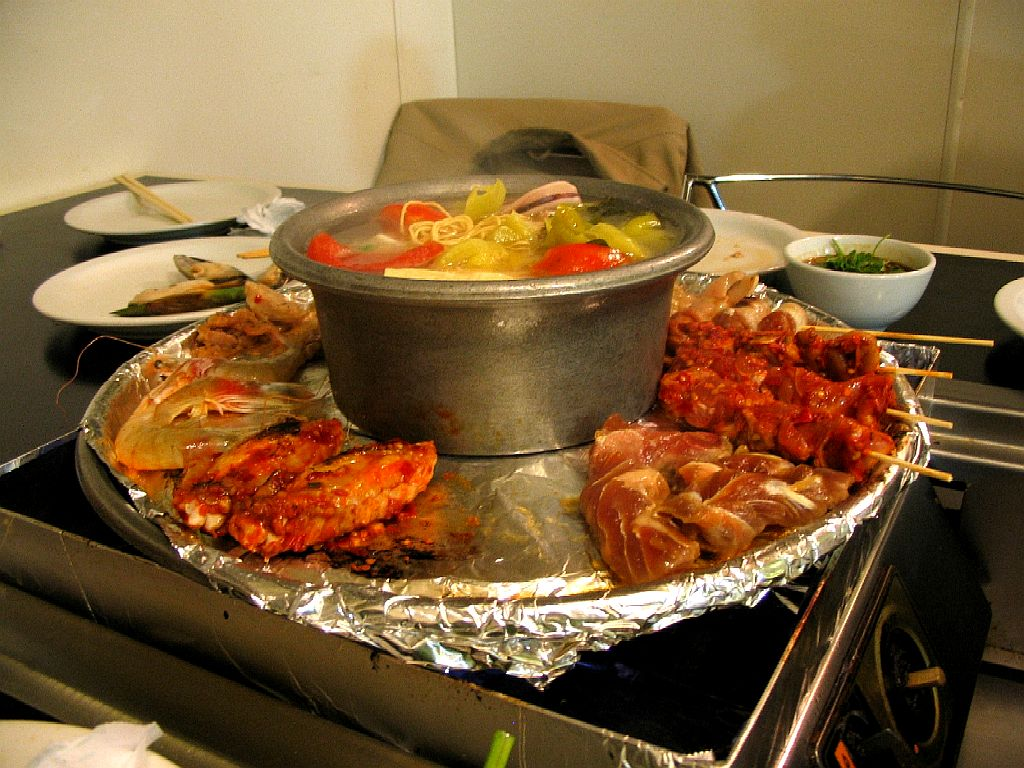
火烤兩吃火鍋

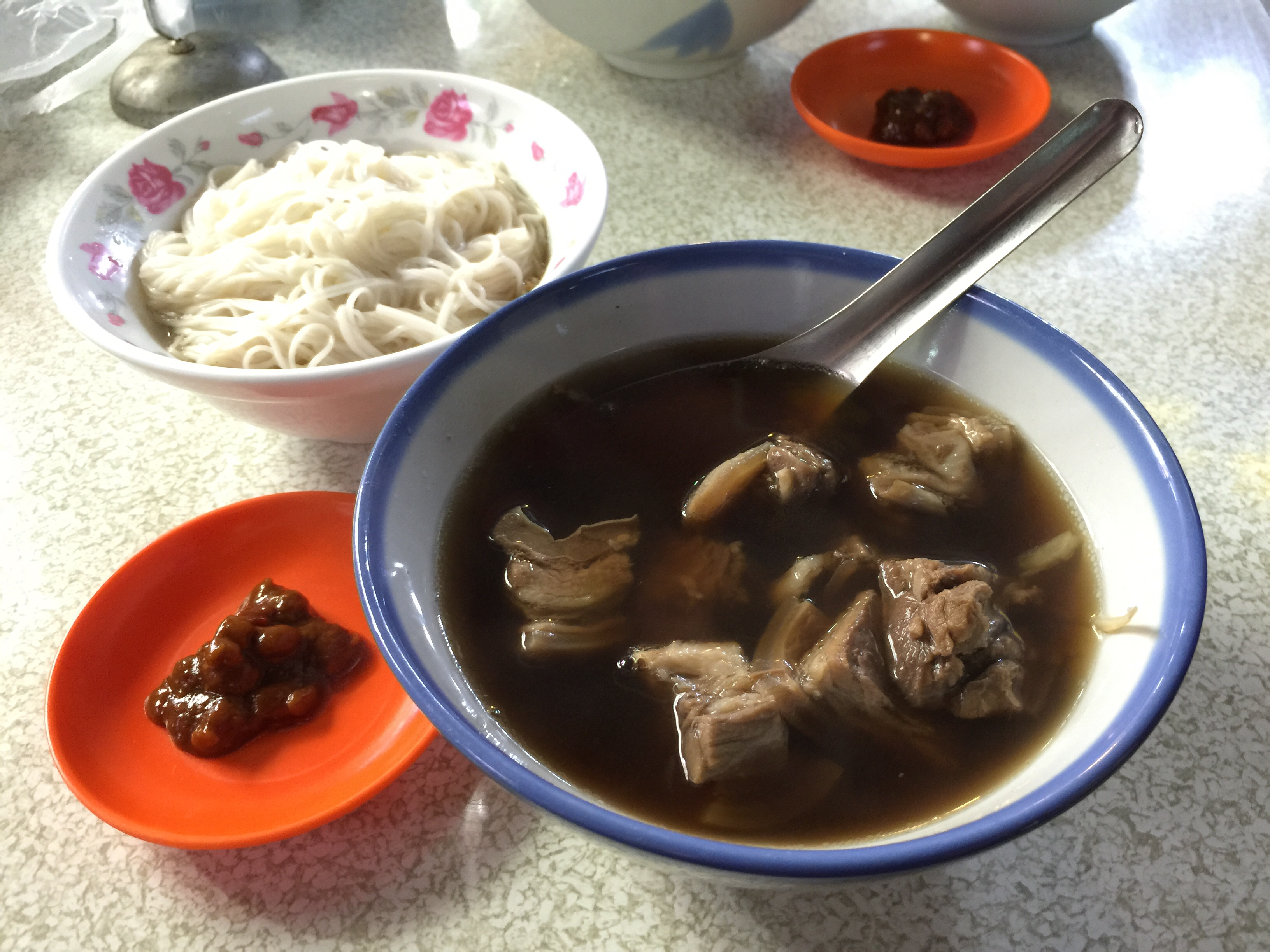
羊肉爐

羊肉爐：將羊大骨、汆燙過的羊肉塊及各種中藥材一起熬煮成鍋底，用豆腐乳或辣豆瓣醬做為沾醬。
薑母鴨：將鴨肉與老薑及麻油拌炒，再加米酒及水燉煮。一般都使用豆腐乳做為沾醬。
臺式石頭火鍋：先用洋蔥、蔥花、芝麻等下鍋爆香，接著把肉片下鍋拌炒至半熟後撈起備用，再加入白菜或高麗菜以增添蔬菜自然甜味，最後淋上調味醬汁再加入美味高湯就完成，接著吃法就同一般火鍋加入喜歡的食材煮燙食用。
臺式麻辣鍋：以大骨高湯加上辣椒、花椒、醪糟和許多辛香料調製成麻辣鍋底，然後再加入鴨血、肥腸和豆腐等，味道厚重，油厚濃腴，既麻且辣，十分適合冬日食用，以袪除風寒。
臭臭鍋：以火鍋高湯加入少許配料為湯底，之後放入臭豆腐乾。
阿美族石頭火鍋：以檳榔葉柄的葉梢摺疊成盒狀，盛滿水後將魚蝦和鹽放入，再逐一放入燒燙的石頭，直至湯水沸騰後放入野菜汆燙。

### 韓國

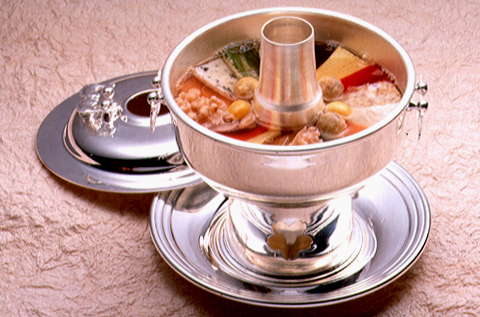
神仙爐

神仙爐：一種源自朝鮮宫廷料理的清汤火鍋，僅用鹽、麻油和韓式醬油來做調味以襯托食材原味。清汤可採用普通雞湯、豚骨湯或者牛的內臟湯，火鍋中的配菜為牛肉丸、红枣、松子、銀杏、煎油魚、蘑菇、胡蘿蔔絲、豆芽菜、黄瓜絲和黃椒絲组成。

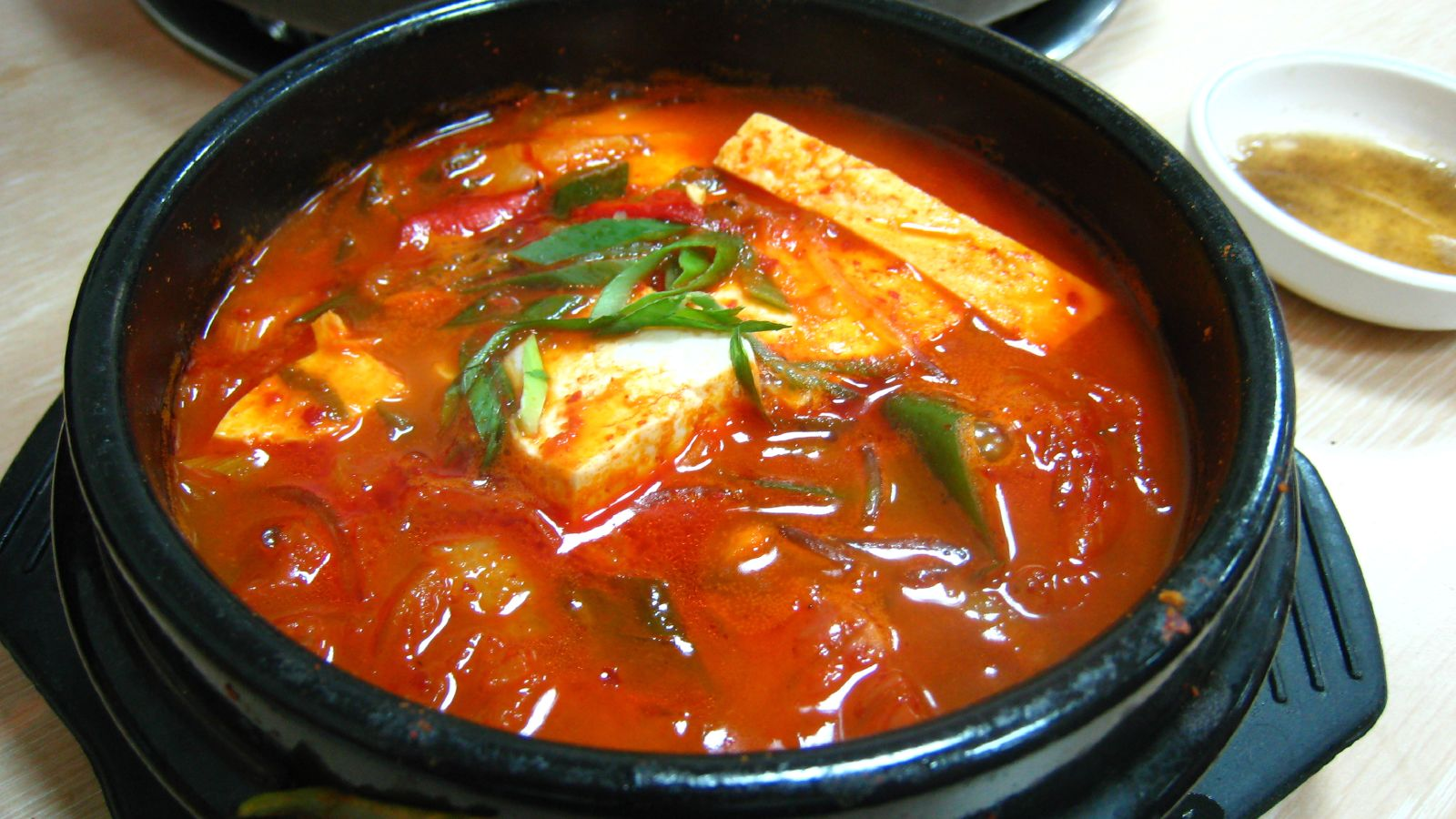
泡菜鍋

泡菜鍋：以韓式泡菜為原料，加入蔥、洋蔥、豆腐，海鮮或豬肉兩者其中之一，佐以飯饌和米飯。選用泡菜以較老者為佳，取其因完全發酵產生的酸味。
部隊鍋：源於韓戰時期，由於物資短缺，住在美軍基地附近的居民以剩餘的香腸、火腿，加入辛辣的苦椒醬、泡麵，甚至乳酪一起烹煮食用。
狗肉锅：朝鮮民族的吃法是將狗肉、狗骨頭燉煮出乳白色的鍋底，放入野蘇子是其特色。

### 马来西亚
- 打鍋
- 碌碌
- 马六甲沙爹碌碌/朱律
- 沙巴虾面火锅
- 黄酒碎鸡锅
- 鱼头米粉火锅
- 鱼头火煱

### 泰國

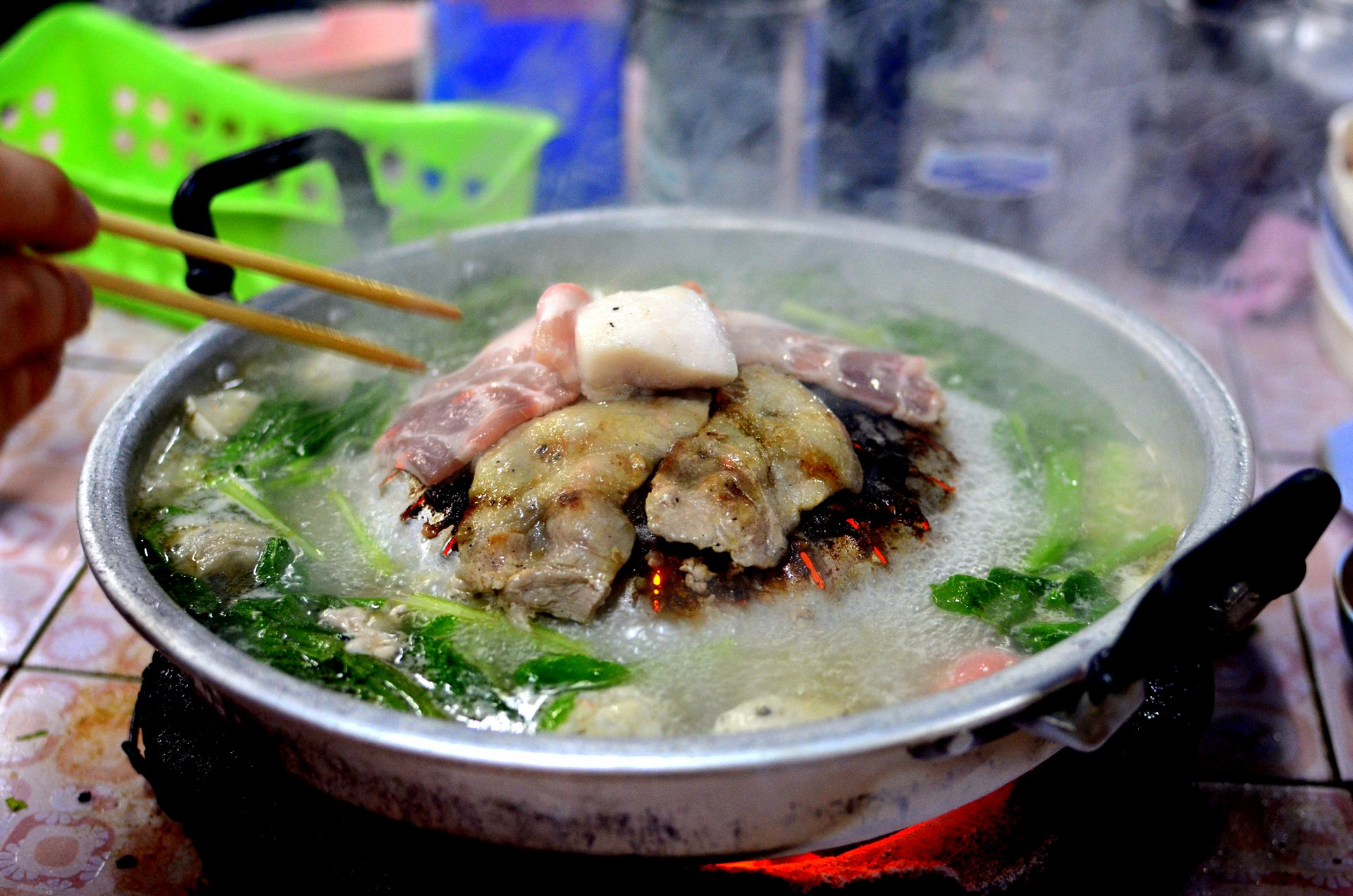
泰式火鍋

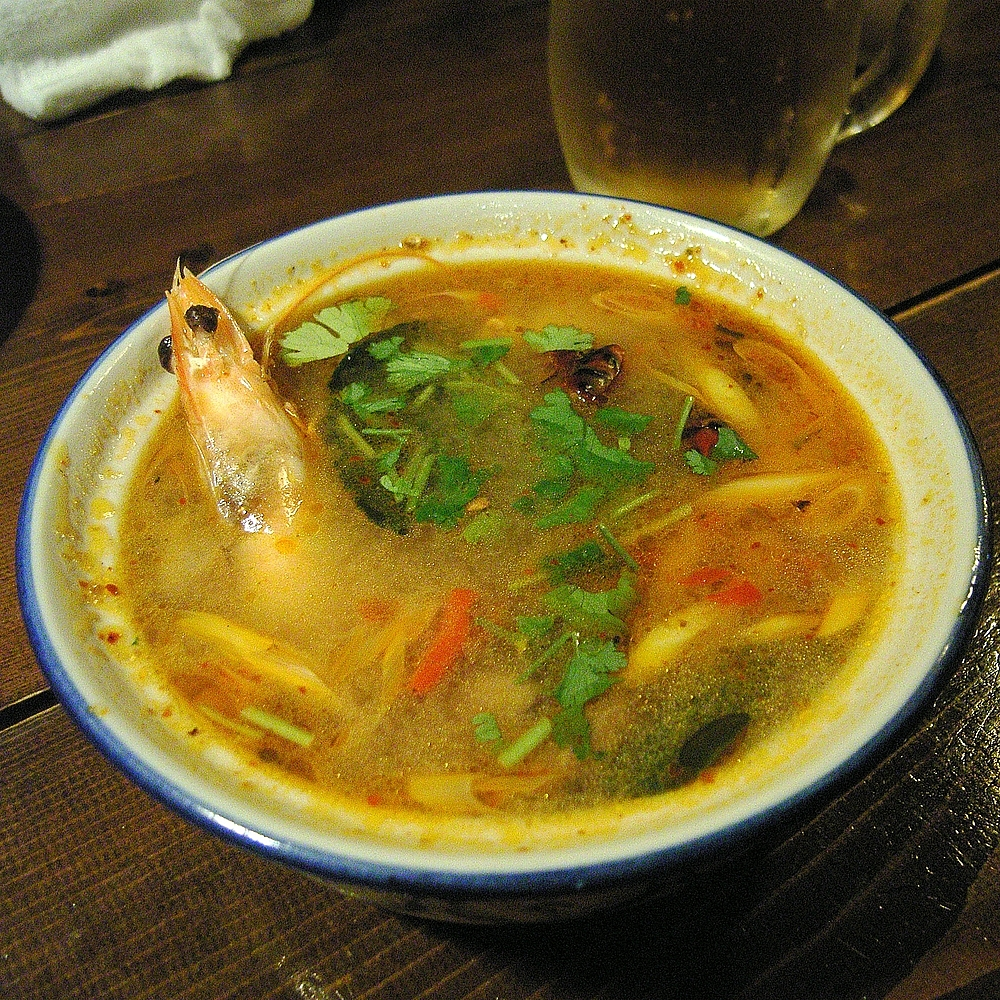
泰式冬阴功

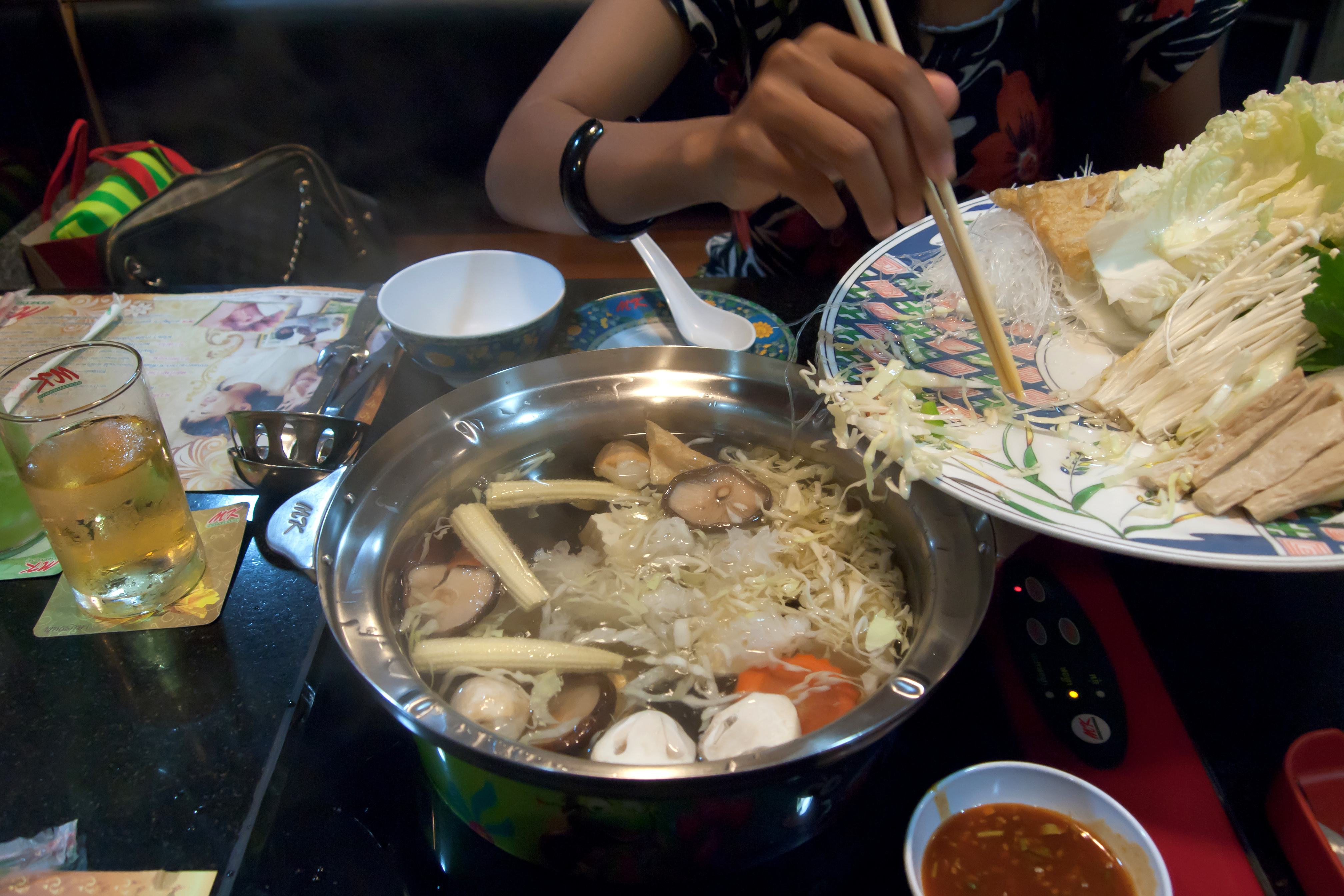
泰式壽喜

泰式火鍋：類似於韓國燒烤和中國火鍋的結合。
泰式壽喜：由泰國華僑所吃的火鍋演變而成。
冬蔭功火鍋：以冬蔭功湯為鍋底，味道酸辣。

### 越南

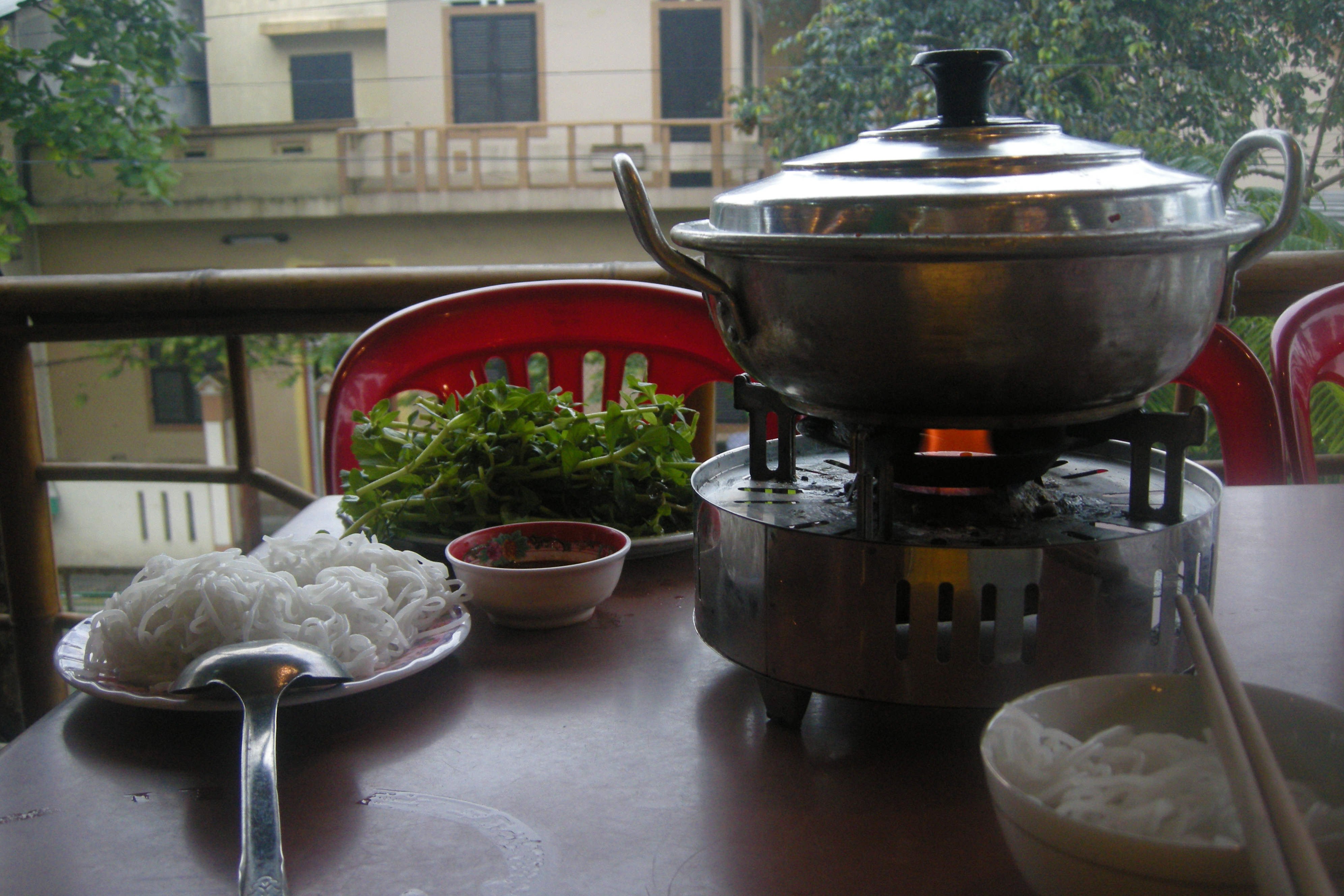
帽子火鍋

- 帽子火鍋
- 越式酸汤火锅
- 海鲜酸辣鍋
- 咖喱鸡肉火锅
- 越式羊肉鍋

### 柬埔寨
- 柬埔寨式火锅
- 柬式烤涮一体锅

### 歐洲
- 勃艮地火鍋：先將火鍋裡放橄欖油用火煮熱，再將用香料醃過的牛肉、羊肉、蝦等食材放入油中炸熟後沾醬料食用。
- 乳酪火鍋：以煮溶乳酪的來吃的一種火鍋。
- 巧克力火鍋：由乳酪火鍋演變而來的。將水果、餅乾或麵包沾煮溶的巧克力。

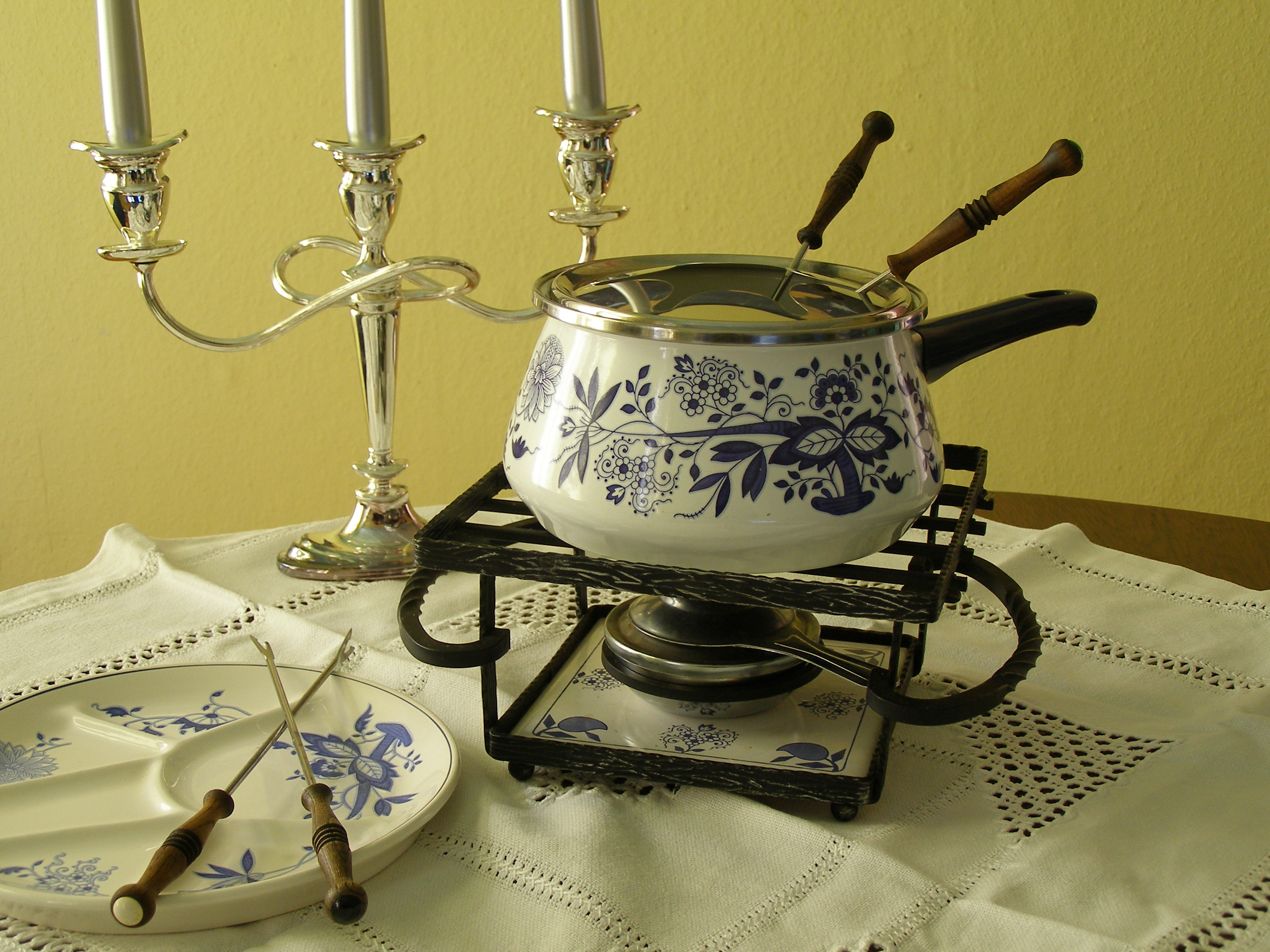
勃艮地火鍋
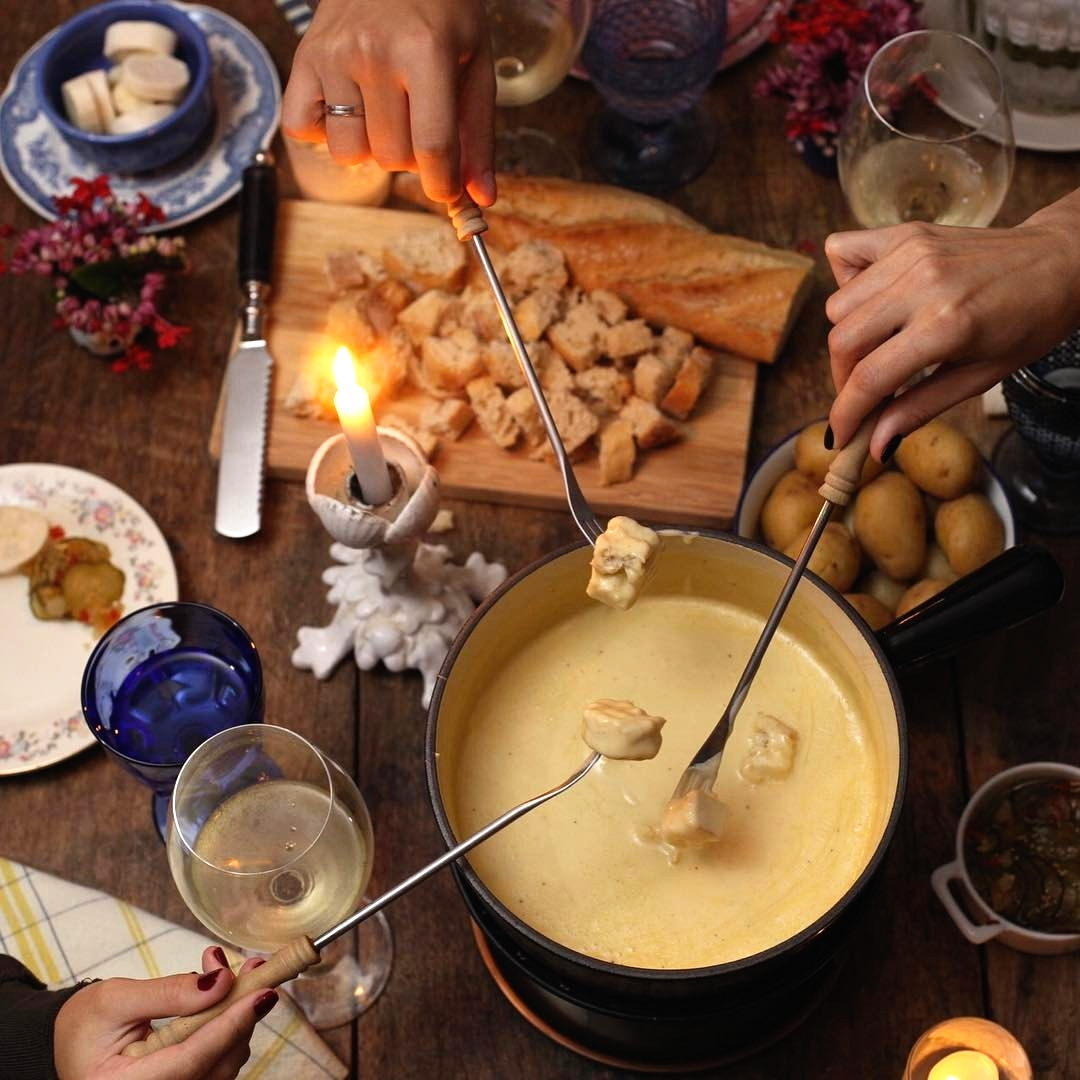
乳酪火鍋
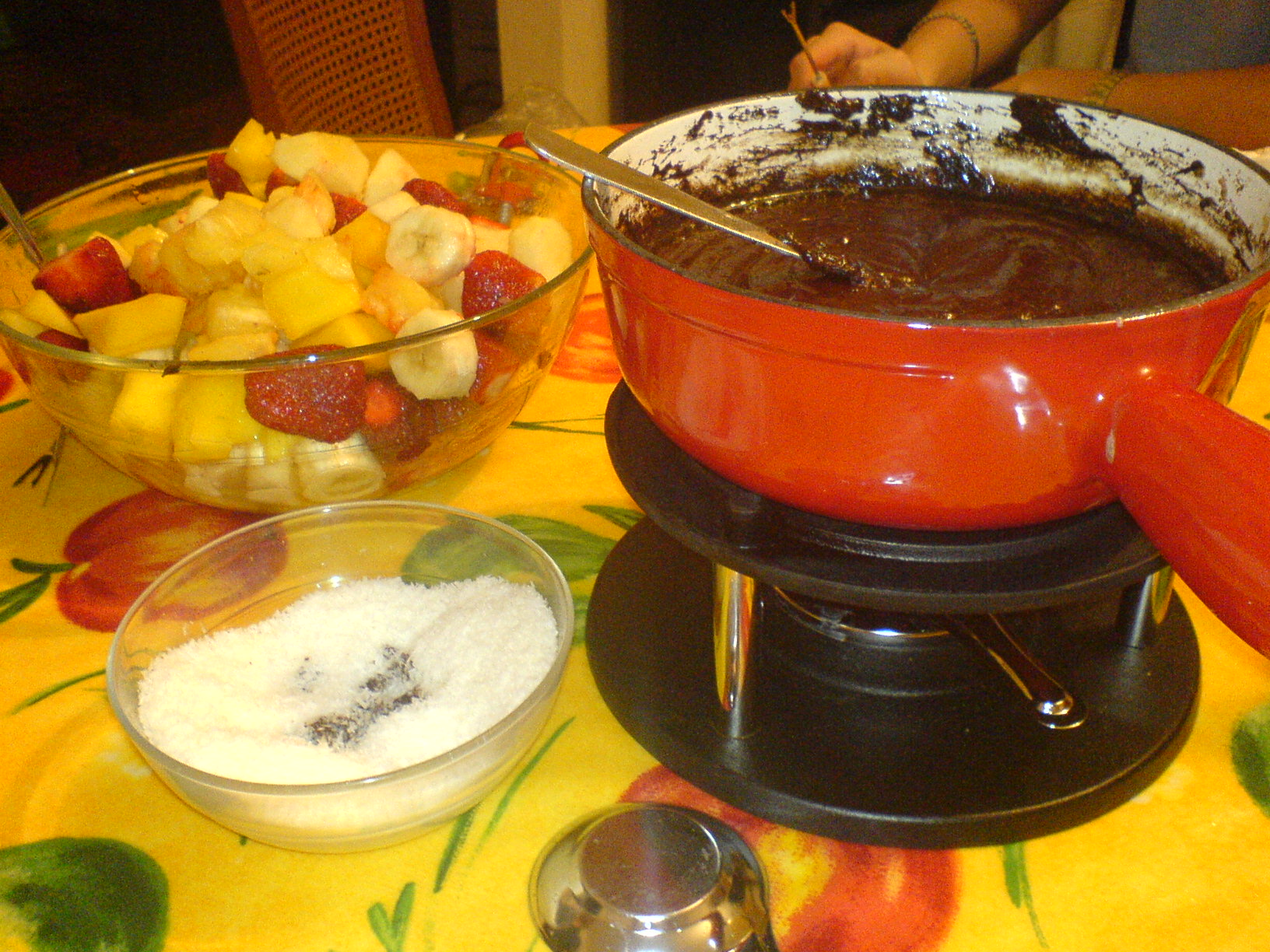
巧克力火鍋

## 相關問題

### 粵名正字
「打邊爐」說：根據《清稗類鈔》載：「廣州冬日，酒樓有邊爐之設，以創自邊某，故曰邊爐，宜於小酌。」指始創這吃法是姓邊者，故稱「邊爐」。另一種說法，指「打邊爐」是坐在爐邊涮食物。根據元朝呂誠《來鶴亭集．南海口號六首．其五》：「炎方物色異東吳，桂蠹椰漿代酪奴。十月煖寒開小閣，張燈團坐打邊爐」。
「打甂爐」說：甂本為盛器，小盆也，同簋一樣是盛載食物之器皿，多以陶或金屬製造，但簋大而甂小，爐即火盆把燃料放於小盆生火產生熱力，因釜體積龐大、灶為固定裝置，只能置於廚房不便移動，古人以甂作炊具，下置爐加熱於房間內把食物燙熟。

### 飲食文化
清人袁枚颇憎火锅之食，其《随园食单》中的文章〈戒火鍋〉即呈現其對火鍋文化興盛的不滿。
|  | 冬日宴客，慣用火鍋，對客喧騰，已屬可厭；且各菜之味，有一定火候，宜文宜武，宜撤宜添，瞬息難差。今一例以火逼之，其味尚可問哉？近人用燒酒代炭，以為得計，而不知物經多滾，總能變味。或問：「菜冷奈何？」曰：「以起鍋滾熱之菜，不使客登時食盡，而尚能留之以至于冷，則其味之惡劣可知矣。」 |

2018年12月，食家蔡瀾在大陸綜藝節目《天天向上》中被問「如果你有特權讓世界上一道菜消失，你認為應該是哪一道菜」，蔡瀾建議「讓火鍋消失吧」，蔡瀾認為火鍋是最沒有文化的料理，只是切好了的食物被扔進鍋裡。

### 食品添加剂
2006年12月27日，中央电视台新闻频道报道，有些火锅店利用制造鸦片的原料植物罂粟的壳或粉去调味做底煮出来的火锅，長期食用可能会造成类似鸦片成瘾的症状。
2015年1月15日，中央电视台新闻频道《焦点访谈》报道，中国浙江杭州多家火锅店曾使用食品添加剂兑水制造火锅锅底“高汤”，同时用剩菜偷换成“新菜”，以赚取暴利，欺骗消费者。

### 環境保護
有些香港的火鍋店，在夏季时在室内开空調讓人客吃火锅，被環境保護組織譴責，批評此舉浪費能源並且加劇地球暖化。

## 相關
- 麻辣燙
- 圍爐
- 锅底
- 大鍋湯